# Миличский повет
Миличский повет (пол. Powiat milicki) — повет (район) в Польше, входит как административная единица в Нижнесилезское воеводство. Центр повета — город Милич. Занимает площадь 715,01 км². Население — 37 213 человек (на 31 декабря 2015 года).

## Административное деление
- города: Милич
- городско-сельские гмины: Гмина Милич
- сельские гмины: Гмина Цешкув, Гмина Кроснице

## Демография
Население повета дано на 31 декабря 2015 года.
| Перепись            | Всего  | Мужчины | Женщины |
| ------------------- | ------ | ------- | ------- |
| Всего               | 37 213 | 18 427  | 18 786  |
| Городское население | 11 593 | 5526    | 6067    |
| Сельское население  | 25 620 | 12 901  | 12 719  |